# Ellinair
 (novembre 2020).
Ellinair est une compagnie aérienne grecque. Elle fut créée en février 2013 et a effectué son premier vol en février 2014. Elle effectue des vols directs depuis Thessalonique et Athènes. Pendant l'été, il y a quelques vols directs depuis Corfou. Dès le 27 avril 2016, des vols directs ont lieu depuis Héraklion.

## Flotte
La flotte de la compagnie est la suivante en décembre 2020 :
Edité le 10/11/2019